# Trichosporum allantosporum
Trichosporum allantosporum är en svampart som beskrevs av Arnaud 1953. Trichosporum allantosporum ingår i släktet Trichosporum och familjen Piedraiaceae.   Inga underarter finns listade i Catalogue of Life.